# چارز

مازندران

چارز، روستایی است از توابع بخش کلار شهرستان عباس‌آباد در استان مازندران ایران.
چارز از جنوب به رشته کوه‌های البرز از شمال به شهر کلارآباد از شرق به روستا جیسا و از غرب به روستای اسپرود متصل است
فاصله روستا تااولین مرکز خرید (کلارآباد) ۵ کیلومتر است و فاصله آن تا مرکز شهرستان که شهر عباس‌آباد می‌باشد ۱۷ کیلومتر است

## جمعیت
این روستا در دهستان چارز قرار دارد و براساس سرشماری مرکز آمار ایران در سال۱۳۹۰، جمعیت آن ۹۰۶ نفر (۲۸۷خانوار) بوده‌است. مردم چارز از قومیت طبری هستند مردم چارز به زبان طبری (مازندرانی) سخن می‌گویند.